# Liste de dictionnaires biographiques artistiques
Cet article dresse une liste de dictionnaires biographiques artistiques et d'encyclopédies, sous la forme d'un tableau. Il est possible de trier par année de début ou de fin de biographie. Ceci peut faciliter la sélection d'un ouvrage pour chercher un artiste en particulier.

## Liste
| Nom                                                              | Langue initiale | Période couverte                          | Couverture géographique des biographies | Catégorie d'artistes                                                                                    | ISBN                     | Auteur(s) de l'ouvrage                                                      | Notes |
| ---------------------------------------------------------------- | --------------- | ----------------------------------------- | --------------------------------------- | --- | ------------------------ | --------------------------------------------------------------------------- | --- |
| L'Arto                                                           | (fr)            | 1800-2002                                 | Belgique                                | Peintres, sculpteurs, lithographes, graveurs, photographes, architectes                                 | (ISBN 2 9600088 0 4)     | Arthur Tommelein et Iris Tommelein                                          | Le titre complet est Dictionnaire biographique illustré des artistes en Belgique depuis 1830. Dictionnaire biographique Arto 150 illustrations en couleur et noir-et-blanc et plus de 7 000 biographies d'artistes. |
| Bellier et Auvray                                                | (fr)            | 1644-1867                                 | France                                  | Peintres, sculpteurs, lithographes, graveurs, photographes, architectes                                 | (ISBN 0-8240-3539-9)     | Émile Bellier de La Chavigneriepuis Louis Auvray                            | Le titre complet est Dictionnaire Général des Artistes de l'école française depuis l'origine des arts du dessin jusqu'à nos jours. Numérisation de l'ouvrage imprimé disponible en ligne sur Gallica (lien). |
| Bénézit                                                          | (fr)            | 1485-2005                                 | Monde                                   | peintres, sculpteurs, dessinateurs et graveurs                                                          | (ISBN 9780199773787)     | Emmanuel Bénézit, Edmond-Henri Zeiger-Viallet, Jacques Busse                | Le titre complet est Dictionnaire critique et documentaire des peintres, sculpteurs, dessinateurs et graveurs de tous les temps et de tous les pays par un groupe d'écrivains spécialistes français et étrangers. Extraits en ligne sur (en) Oxford Index. Pas de lien spécifique pour le Bénézit. Le site propose un ou plusieurs ouvrages par recherche. |
| Design and Art Australia Online(DAAO)                            | (en)            |                                           | Australie                               | |                          |                                                                             | Base de données et outil de recherche en ligne pour les chercheurs en art et en design |
| Le Delarge                                                       | (fr)            | 1888-2005                                 | Monde                                   | peintres, sculpteurs, auteurs de BD, graveurs, vidéastes, installationnistes, plasticiens, photographes | (ISBN 2-7000-3055-9)     | Jean-Pierre Delarge                                                         | Le nom complet est : Dictionnaire des arts plastiques modernes et contemporain. Artistes qui ont exposé entre 1905 et 2014. Plus de 31 000 notices d'artistes internationaux et près de 3 500 notices de photographes. Le Delarge |
| Dictionnaire des peintres belges du XIVe siècle à nos jours      | (fr)            | Du XIVe siècle à nos jours                | Belgique                                | Peintres                                                                                                | (ISBN 2-8041-2012-0)     | La Renaissance du livre                                                     | Le nom complet est : Dictionnaire des Peintres belges du XIVe siècle à nos jours depuis les premiers maîtres des anciens Pays-Bas méridionaux et de la Principauté de Liège jusqu'aux artistes contemporains. 3 volumes |
| Encyclopédie internationale des photographes de 1839 à nos jours | (fr + en)       | 1839-1985                                 | Monde                                   | Photographes                                                                                            | (ISBN 2-903671-04-4)     | Michèle Auer, Michel Auer                                                   | 2 volumes |
| Les Petits Maîtres de la peinture (1820-1920)                    | (fr)            | 1820-1920                                 |                                         | |                          | Gérald Schurr et Pierre Cabanne                                             | Le nom complet est Les Petits Maîtres de la peinture 1820-1920 |
| Le Joseph                                                        | (fr)            |                                           |                                         | |                          | René Édouard-Joseph                                                         | Le nom complet est Dictionnaire biographique des artistes contemporains : 1910-1930 |
| Le Piron                                                         | (nl + fr)       |                                           | Belgique                                | peintres, dessinateurs, sculpteurs, photographes ou céramistes                                          | (ISBN 2930338539)        | Paul Piron                                                                  | Le nom complet est Dictionnaire des artistes plasticiens de Belgique des XIXe et XXe siècles. Dictionnaire des artistes plasticiens belges propose plus de 31 000 artistes |
| Thieme-Becker                                                    | (de)            | -3000                                     |                                         | | (ISBN 3-423-05907-9)     | Ulrich Thieme et Felix Becker puis Hans Vollmer et Frederick Charles Willis | Le nom complet est Allgemeines Lexikon der Bildenden Künstler von der Antike bis zur Gegenwart |
| Artfabetic                                                       | (fr)            | De la seconde moitié du XXe siècle à 2016 | Monde                                   | peintres, sculpteurs, dessinateurs graveurs, vidéastes, plasticiens, photographes, installateurs        | (ISBN 978-2-7466-8324-2) | Julien Dumas Céline Marcadon                                                | Le nom complet est Dictionnaire biographique des artistes plasticiens de France (de nationalité française de par le monde ou de nationalité étrangère ayant un lien fort avec la France) |